# Nanquan, Chongqing
Nanquan (kinesiska: 南泉) är ett stadsdelsdistrikt i sydvästra Kina. Det ligger i stadsdistriktet Banan  i storstadsområdet Chongqing, omkring 15 kilometer söder om det centrala stadsdistriktet Yuzhong.